# 倒掛

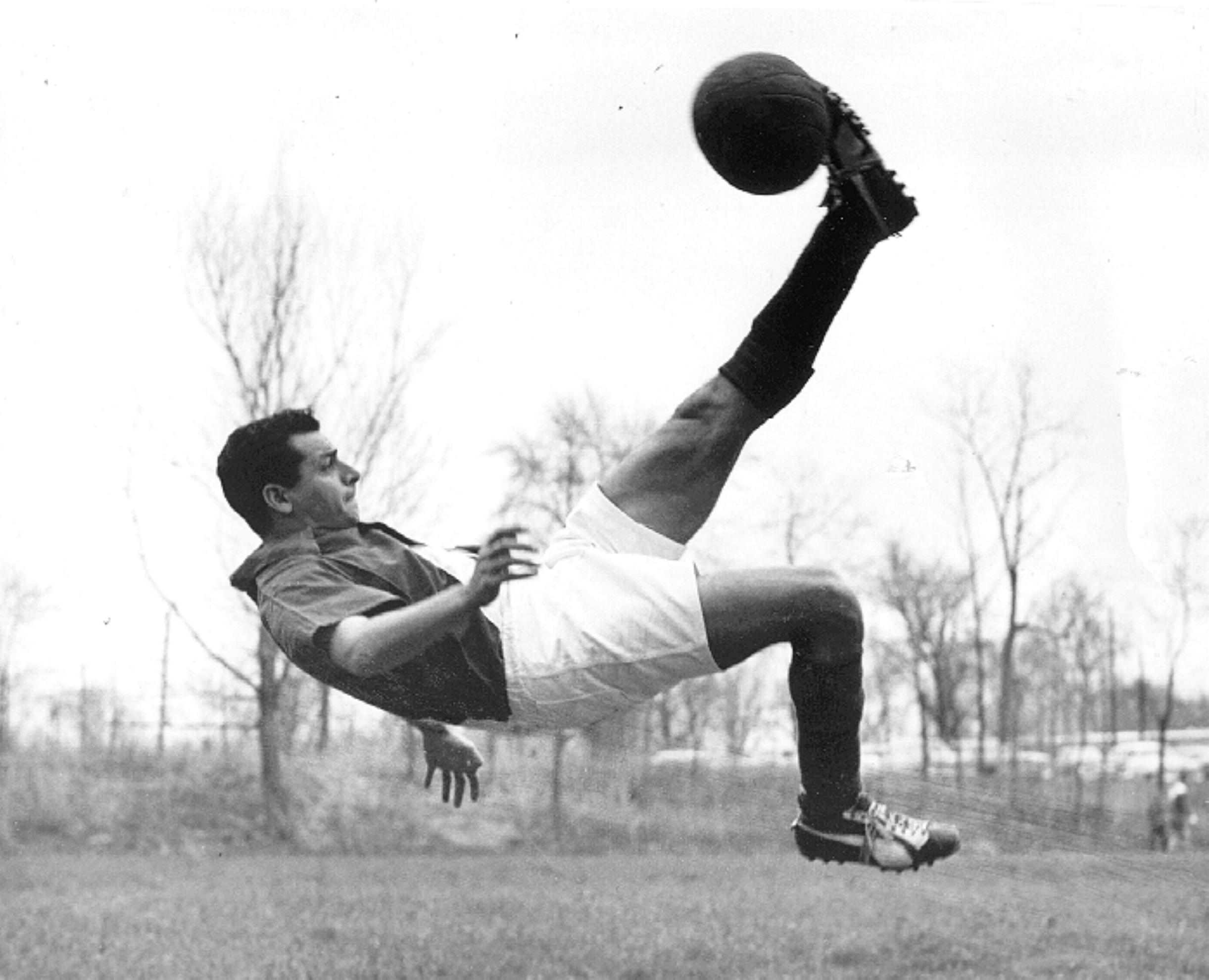
倒掛

倒掛，或倒掛金鈎、倒勾，英文為（bicycle kick, scissors kick, or overhead kick ），即單車射球、剪刀射球或者過頭射球，是足球、足毽或是籐球的一種射球方式，是把身體升起在空中，然後用「交叉腳」將其中一隻腳舉過頭，最後把球用過頭的腳踢出。

## 介紹

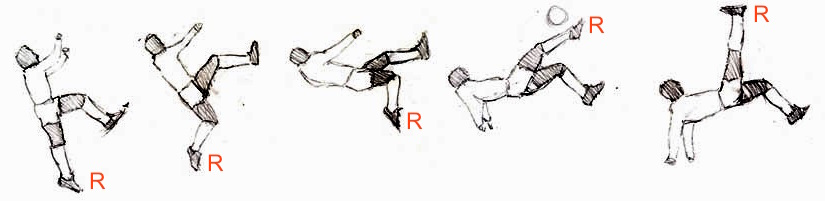
打倒掛的程序

以下兩個情況（為了花式表演不計），打倒掛是非常有用的：
- 當後衛所屬的球隊正被對手進攻，該後衛需要立即把球踢走，但他的身體正面對著球門，而他想把球射向他背面的方向，若要轉身但時間不及，而球不斷向地面反彈、難以控制。
- 當一個前鋒的身體正面處於對方龍門的背面，那球在12碼點或之前，而球的位置又被頭更高。

除了足球，於泰國、印尼及馬來西亞非常流行的籐球比賽，需要經常使用倒掛（更有說是必須使用）。 籐球，簡單的來說就是排球和羽毛球的混合體，以籐球比賽只可用腳。而倒掛亦常常出現於澳式足球。
要好好記住， 如果打倒掛時使用的程序或方法有誤，是非常危險的。 最重要的是記住當打出一個倒排球後要著地時，要用手臂支撐著自己。 另一個需要記住的，是後衛在防守這類高球時必定會用頭頂走足球：由於打出一個倒掛球是非常困難， 而他們未必會預期你會打出倒掛球，所以是存在把後衛的臉踢倒的風險，亦會有可能做成嚴重的受傷，特别是当事人脊锥，所以此险招多见于未成名前，已是明星为自我保謢就不用此招。

### 發明者
在世界上，有很多國家各自有發明者，倒掛射球已經於足球比賽上存在了很久，但還是很難把球化成直接射門。事實上，發明者的功勞就是令球員能於世界或國際的賽事中成功打出倒掛並入球。

#### 巴西人
巴西的李安尼達斯·達施華（Leônidas da Silva）經常被認為是倒掛金勾的發明者，但李安尼達斯認為是由另一名巴西球員柏東尼路·迪·比列圖（Petronilho de Brito）發明。他於1932年4月24日，首次以倒掛金勾方式進球。1938年，成為第一位世界盃足球賽中以倒掛方式進球的足球員。
比利也是以倒掛球而聞名。

#### 智利人
拉蒙·安沙加·艾士拉（Ramón Unzaga Asla，一個出生於巴斯克，但代表智利於1910-20年代出賽的球員）。根據艾士拉的記述，他是畢爾包人，於自時隨父母移居智利，他於1914年為一支名為艾斯迪拉（Estrella del Mar）的球會時所發明的，他雖沒入球，但卻令他參加1916年阿根廷舉辦以及1920年智利舉辦的南美自由盃之後更具知名度。據他憶述，倒掛球於1920年一個比賽被一班阿根廷籍記者稱為智利射球。
於1927年，智利球會高路高路到歐洲旅遊，其中一名球員大衛·艾利蘭奴於西班牙親自示範倒掛射球，於外國很普遍的叫法Chilena(智利人、智利射球)很可能就是指艾利蘭奴。
西班牙語體育媒體例如ESPN，指2010南非世界盃的標誌是智利射球。

#### 意大利人
意大利，通常會歸功於卡洛·帕罗拉，但另一名意大利球員西尔维奥·皮奥拉早於1939年對德國打倒掛射入的一球，比柏羅拉出道前更早。前阿士東維拉主席道·艾利斯則自稱倒掛為他所發明，但沒有證據顯示比李安尼達斯射的倒掛球還早。

#### 德國人
於德國，國家隊球員克劳斯·费舍尔是「倒掛專家」，於1976-77球季一個倒掛入球更被德國官方選出成為「世紀金球」，但乌韦·泽勒是知名常於比賽中打倒掛球的球員。相似地，於墨西哥，人民稱倒掛為「曉高·山齊士球」。

#### 秘魯人
卡亞俄是秘魯最著名港口， 於殖民地時期是一個重要貿易港口於太平洋地區，所以成為了太平洋水手們的集合地點。卡亞俄亦提供不同國家水手的文化和品味，包括英格蘭、蘇格蘭、愛爾蘭等。
從前留有的證據及口述的傳說顯示當19世紀後期，水手們進行足球比賽時，他們會邀請一些卡亞俄人，使人數滿22人以進行比賽。 它說當比賽進行時，一個卡亞俄人出倒掛射球令人嘆為觀止，最後該球射入了。以它計分的方式，那人接受了洗禮。: "Tiro de Chalacan" (卡亞俄發現)，其後縮短為Chalaca（卡亞俄射球）。
有證據證明秘魯人自稱其國家的人發明不只是口述，有更準確的資料。在巴拿馬運河未興建時，卡亞俄港口已經存在。卡亞俄港口的用途是船需經過其到美洲。所以有足夠理據推斷出「運動創造者」英國的水手會在他們的旅程中踢足球，當然也會邀請一些當地人參與。加上，根據佐傑·巴拉沙(Jorge Barraza，阿根廷記者及CONMEBOL雜誌主編)的引述，智利人和秘魯人曾經在他們由Valparaiso到卡亞俄的行程上作賽過幾次。智利的人亦叫倒掛球為「卡亞俄射球」，而秘魯人是唯一不叫倒掛球為「智利射球」的國家，因為他們在之前已經見過倒掛球及對其命名。
之後，秘魯和其他拉丁美洲國家的人（尤指厄瓜多爾和哥倫比亞）稱倒掛為卡亞俄射球。

## 倒掛能手
以下為一些曾射入漂亮倒掛球或經常以倒掛入球的球員：
李華度、曉高·山齊士、巴迪斯圖達、高治、羅納蒂諾、埃丁森·卡瓦尼、伊巴謙莫域、朗尼、比利、梅西、馬拉度納、灰崎凌兵(閃電11人其中一位前鋒）。

## 不同國家/地區的叫法
註：部份國家稱Chilena意即「智利射球」。
- 越南語
  - 越南： "xe đạp chổng ngược" （upside down bicycle kick）、 "ngả bàn đèn" （display an opium-tray）.
- 土耳其語
  - 土耳其： "Rövaşata".
- 瑞典語
  - 瑞典： "Cykelspark" or "Bicycletas".
- 西班牙語
  - 阿根廷、 玻利維亞、 智利、 哥倫比亞、 哥斯達黎加、 厄瓜多爾、 薩爾瓦多、 危地馬拉、 洪都拉斯、 墨西哥、 尼加拉瓜、 巴拿馬、 巴拉圭、 西班牙、 烏拉圭 和委內瑞拉： "Chilena" （"Chilean"）.
  - 厄瓜多爾 and 秘魯： "Chalaca".
  - 墨西哥： "Chilena" or "Huguiña" （參考 曉高·山齊士）
  - 西班牙： "Tijera" or "Chilena".
- 俄羅斯語： "Ножницы" or "Удар через себя".
- 斯洛伐克語
  - 斯洛伐克： "nožničky" （剪刀）.
- 塞爾維亞語
  - 塞爾維亞： "Makazice" （剪刀）.
- 羅馬尼亞語
  - 羅馬尼亞： "foarfeca" （剪刀）.
- 葡萄牙語
  - 巴西： "Bicicleta".
  - 葡萄牙： "Pontapé de bicicleta".
- 波蘭語
  - 波蘭： "Przewrotka ".
- 波斯語
  - 伊朗： "Gheychi" （剪刀射球）.
- 挪威語
  - 挪威： "Brassespark" （巴西射球）.
- 尼日利亞語
  - 尼日利亞： "Shagalo".
- 意大利語
  - 意大利： "Rovesciata".
- 印尼語
  - 印尼： "Salto" （拉丁文中的跳起） / "Tendangan salto" （Salto kick）
- 匈牙利語
  - 匈牙利： "Ollózás" （"剪刀"）.
- 希臘語
  - 希臘： "Psalidaki" （小剪刀）.
- 德語
  - 德國： "Fallrückzieher" （pulling the ball [behind one's] back while falling、 literally "fall-pullback"）.
- 法語
  - 法國： "Ciseaux Retourne" or "Retourné Acrobatique".
- 芬蘭語
  - 芬蘭： "Saksipotku" or "Saksari".
- 愛沙尼亞語
  - 愛沙尼亞： "Käärlöök" （剪刀射球）.
- 英語
  - 英格蘭： "Overhead kick".
  - 美國： "Bicycle kick"、 "Bike kick".
- 荷蘭語
  - 荷蘭、比利時： "Omhaal".
- 丹麥語
  - 丹麥： "Saksespark" （剪刀射球）
- 捷克語
  - 捷克： "nůžky" （剪刀）.
- 克羅地亞語
  - 克羅地亞： "Škarice" （剪刀的同義詞）.
- 國語： "倒钩/倒挂金钩".
- 廣東話
  - 香港：「倒掛」或「倒掛金鈎」
- 保加利亞語
  - 保加利亞： "Задна ножица"、 and "А ла Пиола" （"à la 普拉"、普拉射球）.

## 外部連結
- 倒掛的圖片 （页面存档备份，存于）